# Hämäläis-Osakunta
Hämäläis-Osakunta (en français : Nation des Tavastiens, sigle HO) est l'une des 15 nations étudiantes de l'Université d'Helsinki.
De langue finnoise, elle est fondée en 1933 pour représenter les étudiants de Häme.

## Membres

### Membres honoraires
- J. R. Danielson-Kalmari (1913)
- Hugo Suolahti (1937)
- Antti Tulenheimo (1945)
- Juho Kusti Paasikivi (1948)
- T. M. Kivimäki (1958)
- Urho Kekkonen (1975)
- Väinö Linna (1991)
- Esko Rekola (2006)
- Pekka Haavisto (2019)

### Autres membres connus
- Arvo Ylppö
- Jukka Virtanen
- Jouko Skinnari
- Tuija Brax
- Otto Wille Kuusinen
- Taavetti Laatikainen
- Frans Emil Sillanpää
- Sulo Wuolijoki
- Wäinö Wuolijoki